# 인천한길초등학교
인천한길초등학교는 대한민국 인천광역시 부평구에 있는 공립 초등학교이다.

## 학교 연혁
- 2000. 09. 01 운동장 시설, 컴퓨터실, 어학실, 급식소,학내망, 조경사업, 과학실 시설 정비 완료
- 2000. 09. 01 인천한길초등학교 개교(26학급 편성), 초대 표상영 교장 취임
- 2001. 03. 09 인천한길초등학교병설유치원 개원(2학급 편성)
- 2001. 07. 29 제2컴퓨터실 완성
- 2001. 12. 01 2001학년도 학교평가 교육 과정 우수상 수상
- 2002. 09. 25 운동장 스탠드 차광막 설치 완료
- 2003. 09. 01 인천후정초등학교 개교에 따른 통학구역 변동으로 948명 분리 전출, 인천삼산초등학교에서 158명 분리 전입
- 2003. 11. 12 제2회 한길 한마음 축제 실시
- 2004. 03. 01 제2대 고근제 교장 부임
- 2004. 08. 30 교사 건물 홈통 및 배수로 공사 완료, 모래장 정비
- 2004. 11. 11 전자도서관(한길꿈터) 개관 - 면적 : 261.6m2
- 2005. 03. 01 2005학년도 41학급 편성
- 2005. 05. 31 창고용 컨테이너 3대 설치
- 2005. 06. 30 장학자료실 개관
- 2006. 01. 26 민간참여 컴퓨터 교실 시설 완공(컴퓨터 83대)
- 2006. 03. 01 2006학년도 40학급, 특수반 1학급, 유치원 2학급 편성
- 2006. 03. 28 방과후 교실 구축
- 2006. 03. 31 도움반 리모델링
- 2006. 05. 08 급실식 전처리장 설치
- 2006. 09. 09 교육복지실 개관
- 2007. 03. 01 인천광역시교육청 지정(방과 후 학교 및 교육복지투자우선지역 지원사업) 시범학교 운영
- 2007. 03. 01 2007학년도 41학급 편성(특수학급 2학급 포함)
- 2007. 03. 01 제3대 박승수 교장선생님 부임
- 2007. 07. 20 학교 환경 개선 사업 실시 완료- (과학실, 음지 식물원, 모래장, 5층 난간 보강, 급식소 트랜치 등)
- 2007. 12. 04 2007 인천광역시북부교육청 학교평가 우수교 표창 수상
- 2007. 12. 27 정보통신윤리교육 우수교 표창 수상
- 2008. 02. 20 제7회 졸업식 - 남: 138명, 여 106명 계 244명(총 1524명 졸업)
- 2008. 02. 29 학교 환경 개선 사업 실시 완료 - 천정 냉난방 공사 및 실내 도색 사업 등
- 2008. 03. 01 2008학년도 36학급(특수학급 2학급 포함) 편성
- 2008. 03. 01 인천광역시교육청 지정(방과 후 학교 및 교육복지투자우선지역 지원사업)시범학교 운영
- 2008. 09. 05 북부교육청 교육활동 및 홍보 우수교 표창
- 2009. 02. 17 제8회 졸업식[남: 92명, 여 94명 계 186명, (총 1710명 졸업)]
- 2009. 03. 01 2009학년도 37학급 편성(특수학급 2학급 포함)
- 2009. 08. 15 한길 자람관 개관
- 2009. 08. 23 한길 웰빙 소공원 완공
- 2009. 08. 26 급식실 현대화 사업 완공
- 2009. 09. 01 제4대 석준원 교장선생님 부임
- 2009. 09. 08 북부교육청 교육활동 및 홍보 우수교 표창
- 2009. 12. 01 인천광역시교육청 교육행정서비스헌장운영 우수기관 표창
- 2010. 02. 10 제9회 졸업식[남:111명, 여87명 계198명,(총1899명 졸업)]
- 2010. 03. 01 다문화 중심학교 운영
- 2010. 03. 01 미래형 선도학교 중심학교 운영
- 2010. 03. 01 2010학년도 34학급 편성(특수학급 2학급 포함)
- 2010. 03. 10 북부교육지원청 교육활동 및 홍보 우수교 표창
- 2010. 09. 10 북부교육지원청 교육활동 및 홍보 우수교 표창
- 2010. 12. 03 인천광역시교육청 탈북학생 지도 우수사례 표창
- 2010. 12. 30 인천광역시교육청 학교평가 우수교 표창
- 2011. 02. 16 제10회 졸업식[남:77명, 여96명 계173명,(총2072명 졸업)]
- 2011. 03. 01 초등돌봄보육교실+엄마품온종일돌봄교실 설치
- 2011. 03. 01 미래형 선도학교 중심학교 운영
- 2011. 03. 01 2011학년도 36학급 편성(특수학급 2학급 포함)
- 2011. 03. 02 입학- 59명, 여 80명 계 139명 입학
- 2011. 05. 23 체육관 1층 바닥 우레탄 공사
- 2011. 07. 30 각 교실 사물함 교체, 체육관1층 우레탄 공사
- 2011. 10. 27 독서실천사례 발표대회 우수학교 수상
- 2011. 11. 10 유치원 및 급식소입구 캐노피설치
- 2012. 02. 17 제11회 졸업/남: 101명, 여 82명 계 183명[누계 : 남 1167, 여 1097명 (총 2,264명 졸업)]
- 2012. 03. 01 2012학년도 37학급편성(특수학급 2학급 포함)
- 2012. 04. 19 각교실 컴퓨터 35대 교체
- 2012. 06. 08 운동장 체육시설 및 모래장 교체
- 2012. 07. 05 인천광역시 학생과학실험대회 우수학교 은상 수상
- 2012. 09. 01 제5대 김성수 교장선생님 부임
- 2012. 12. 26 2012학년도 북부교육지원청 학교급식 최우수교 표창
- 2013. 02. 15 제12회 졸업(남94, 여93 계187, 총 누계 2451명)
- 2013. 03. 01 2013 맞춤형 창의적체험활동 정책추진학교 운영
- 2013. 03. 01 2013학년도 36학급 편성(특수학급 2학급 포함)
- 2013. 11. 01 언어순화운동 선도학교 선정
- 2014. 02. 13 제13회 졸업(남74, 여77, 계151, 총 누계 2601명)
- 2014. 03. 01 2014학년도 36학급 편성 (일반 34학급, 특수 2학급)
- 2014. 06. 01 운동장 생활체육시설 조성공사 완료
- 2014. 07. 25 2014 학교평가 우수교 선정
- 2015. 02. 13 제14회 졸업 (남 65명, 여 73명, 계 138명, 총 누계 2,739명)
- 2015. 03. 01 2015학년도 36학급 편성(일반 34학급, 특수 2학급)